# SC Dynamo Berlin

Logo van SC Dynamo Berlin

SC Dynamo Berlin was een prestatiegerichte sportclub uit Oost-Berlijn, die bestond van 1954 tot 1991. Het was een onderdeel van SV Dynamo (de sportvereniging van de politie en de Stasi).
De club was actief in onder andere atletiek, basketbal, zwemmen, turnen, wielrennen, langebaanschaatsen, kunstschaatsen, ijshockey, schermen, roeien, boksen, voetbal en volleybal.

## Geschiedenis
In 1954 werd in de DDR per district één sportclub opgericht waaraan de beste atleten van de BSG's zich konden aansluiten. In Berlijn werd SC Dynamo Berlin opgericht. De club had eerst ook een voetbalsectie die in de DDR-Oberliga speelde. In 1965 werd besloten om van het voetbal een aparte status te maken en de voetbalafdelingen van de sportclubs werden zelfstandig als een FC. De voetbalafdeling nam de naam Berliner FC Dynamo aan en werd zeer succesvol. 
De club heeft talrijke bekende atleten voortgebracht, zoals  Christoph Höhne (atletiek - olympisch kampioen in snelwandelen), Ilona Slupianek-Briesenick (atletiek - olympisch kampioenen in kogelstoten), Karin Janz (olympisch kampioene in turnen), Axel Peschel (wielrennen - winnaar vredeskoers), ijshockeyspelers Joachim Ziesche en Dietmar Peters, Helga Haase (olympisch kampioen langebaanschaatsen, Barbara Krause (olympisch kampioen zwemmen), Günter Thomae (volleybal) en de volleybalvrouwen Maike Arlt, Monika Beu, Susanne Lahme, Ute Langenau, Grit Jensen-Naumann, Ines Pianka en Ariane Radfan.
Na het einde van de DDR werd de sportclub opgeheven. De verschillende afdelingen sloten zich bij andere clubs uit Berlijn aan.